# Маракалагонис
Маракалагонис (итал. Maracalagonis) је насеље у Италији у округу Каљари, региону Сардинија.
Према процени из 2011. у насељу је живело 6488 становника. Насеље се налази на надморској висини од 84 м.

## Становништво
Према резултатима пописа становништва 2011. у општини је живело 7.523 становника.
| 1936. | 1951. | 1961. | 1971. | 1981. | 1991. | 2001. | 2011. |
| ----- | ----- | ----- | ----- | ----- | ----- | ----- | ----- |
| 2.587 | 3.133 | 3.677 | 4.164 | 5.180 | 5.982 | 6.731 | 7.523 |